# Wymysłówka
Wymysłówka – wieś w Polsce położona w województwie lubelskim, w powiecie lubelskim, w gminie Bełżyce.
W latach 1975–1998 miejscowość administracyjnie należała do ówczesnego województwa lubelskiego.
Wieś stanowi sołectwo gminy Bełżyce. Według Narodowego Spisu Powszechnego z roku 2011 wieś liczyła 125 mieszkańców.
Wierni Kościoła rzymskokatolickiego należą do parafii św. Andrzeja Boboli w Babinie.
- [9]

## Części miejscowości
| SIMC    | Nazwa | Rodzaj    |
| ------- | ----- | --------- |
| 0378810 | Stoki | część wsi |